# یحیی چهارم ادریسی
یحیی بن ادریس بن عمر بن ادریس دوم، نهمین سلطان و فرمانروای مراکش از دودمان ادریسی از تاریخ ۹۰۴ میلادی (وفات یحیی سوم) تا سال ۹۱۷ که خلفای فاطمی به حکومت عبیدالله مهدی بر مراکش چیره‌شدند حکومت کرد. پس از یحیی چهارم به‌مدت هشت سال تا سال ۹۲۵، خلفای فاطمی بر مراکش چیره‌بودند که پس از آنها حسن یکم دوباره دودمان ادریسی را به حکومت رساند.